# Maringá
Maringá là một đô thị thuộc bang Paraná, Brasil. Đô thị này có diện tích 487 km², dân số năm 2007 là 324397 người, mật độ 664,8 người/km².